# Ben Mulroney
Pour les articles homonymes, voir Mulroney.
Benedict (Ben) Mulroney (né le 9 mars 1976 à Montréal) est un animateur de télévision canadien. Il est le fils de Brian Mulroney, ancien premier ministre du Canada. Il est diplômé en droit de l'Université Laval et en histoire de l'Université Duke.
Mulroney est surtout connu comme animateur de Canadian Idol, l'équivalent canadien de Pop Idol et American Idol, et comme animateur de l'émission du réseau CTV eTalk Daily. Récemment, il a été nommé ambassadeur national pour UNICEF Canada. Mulroney a également été chroniqueur régulier pour le Toronto Sun, journal appartenant à Québecor, où son père siège au conseil d'administration.

## Filmographie
- 2000 : The Chatroom (série télévisée) : Host
- 2002 : eTalk Daily (série télévisée) : Host (2002-)
- 2003 : Canadian Idol (série télévisée) : Host
- 2003 : Canadian Idol: Best and Worst (TV)
- 2004 : Canadian Idol 2: Best and Worst (TV) : Host
- 2005 : Les Quatre fantastiques (Fantastic Four) : Reporter - ETalk Daily CTV
- 2012 : Le Concours de Noël (Christmas Song) (TV) : Emcee

## Vie privée
Il est marié avec la styliste Jessica Brownstein (en) depuis le 28 décembre 2007. Ils ont trois enfants : des jumeaux Brian et John nés le 12 août 2010 et une fille Ivy née le 12 juin 2013. Leurs enfants ont été enfants d'honneur lors du mariage du prince Harry et de Meghan Markle, leur mère étant une amie de la mariée.

## Source
- (en) Cet article est partiellement ou en totalité issu de l’article de Wikipédia en anglais intitulé « Ben Mulroney » (voir la liste des auteurs).